# ويليام برستون فيلبس
ويليام برستون فيلبس (بالإنجليزية: William Preston Phelps)‏ هو رسام وفنان أمريكي، ولد في 6 مارس 1848 في دوبلين في الولايات المتحدة، وتوفي في 1923.